# La ragazza del futuro (serie televisiva 1991)
La ragazza del futuro, conosciuta in Italia anche con il titolo La ragazza del domani (The Girl from Tomorrow), è una serie televisiva australiana trasmessa per la prima volta nel 1992 sulla rete Nine Network. La serie conobbe anche un sequel, trasmesso nel 1993, che venne trasmesso in Italia in continuità alla prima serie e intitolato sempre La ragazza del futuro.

## Trama
La serie ruota attorno alle vicende di Alana, una giovane ragazza adolescente che vive nell'Australia del futuro, e più precisamente dall'inizio del XXXI secolo, dall'anno 3000. Il mondo come lo conosciamo è cambiato: al posto delle affollate città adesso ci sono sterminate foreste e la natura regna sovrana: gli esseri umani, infatti, si stanno riprendendo dopo che l'enorme evento conosciuto come "la Grande Catastrofe", nell'anno 2500, ha portato enormi mutamenti climatici al pianeta, spazzando via la civiltà e ogni forma di vita dall'emisfero settentrionale del pianeta.
Nell'anno 3000 gli esseri umani si sono evoluti notevolmente assumendo anche delle facoltà telecinetiche grazie ad uno strumento chiamato "trasduttore" che permette di impiegare le onde cerebrali per spostare oggetti o per altri usi.
Inizia per Alana un nuovo giorno che comincia con una brutta notizia: la sua maestra Tulista, che la segue fin da quando era bambina nell'uso del trasduttore, deve partire per un viaggio molto importante non solo per lei, ma per l'intera umanità. Tulista infatti è stata convocata dal Capo del Consiglio Arva e dallo scienziato Bruno, inventore di una macchina del tempo che potrebbe permettere di capire quali sono state le cause che hanno portato all'inizio del Grande Disastro e addirittura di impedirla.
Curiosa, Alana si precipita a vedere di che si tratta nonostante il divieto di Tulista di farlo. Una volta arrivata, vede che la macchina del tempo, che prende il nome di "Capsula del Tempo", è appena partita per poi tornare dopo appena un minuto con una sorpresa: Tulista infatti è stata catturata da Silverthorn, un fuorilegge del ventiseiesimo secolo che vuole usare la Capsula per ottenere potere e ricchezze.
Non riuscendoci, Silverthorn scorge la giovane Alana e la prende in ostaggio con sé, portandola indietro nel tempo fino all'anno 1990.
Arrivata ai giorni nostri, Alana si sente sola e spaesata in una Terra e in un'epoca che non sono le sue. Nei suoi vagabondaggi incontra Jenny Kelly, un'adolescente dei giorni nostri, che prendendola per una ragazza sbandata la porta con sé nella sua casa-negozio gestito dalla madre Irene, separata e con un altro figlio da mantenere oltre a lei, Petey. Questi daranno ad Alana il calore di una famiglia e, sentendo che lei è una viaggiatrice del tempo, sulle prime rimangono increduli ma poi la aiuteranno a tornare nel suo mondo.

## Personaggi
- Alana  (12 episodi), interpretata da Katharine Cullen.
Ragazza quattordicenne proveniente dall'Australia dell'anno 3000. I suoi genitori abitano su Titano, una luna di Saturno, ed è stata mandata sulla Terra per completare la sua istruzione nell'uso del Trasduttore, una specie di dispositivo a onde energetiche create dalla mente di chi lo indossa, e poter diventare così una Guaritrice. Ha un carattere riflessivo ma è anche molto determinata, nonostante all'inizio sia spaventata e intristita da tutto ciò che vede nell'Australia del 1990 (guardando un telegiornale, ha una crisi di pianto e si chiede come mai gli uomini possano essere così crudeli tra di loro). Ha con sé un piccolo computer portatile chiamato "PJ", che ha forma di bracciale e che può compiere imprese decisamente impossibili per il presente (come violare i sistemi di sicurezza dei computer governativi o prelevare soldi da un bancomat senza carta di credito) ma comunissime per la gente del 3000. Sulla sua tempia sinistra ha disegnati tre puntini neri: è questo un marchio che indica che la ragazza è abbastanza matura per usare il trasduttore.

- Jenny Kelly  (12 episodi), interpretata da Melissa Marshall.
Adolescente punk del 1990 in piena fase di ribellione, capelli viola sempre spettinati, Jenny è figlia di genitori separati e si è trasferita da poco a Sydney. Alle volte si rilassa suonando, non proprio bene, una batteria che ha in camera sognando di suonare un giorno in una band. È lei la prima ragazza con cui Alana viene a contatto. Inizialmente incredula, diventerà la sua migliore amica insegnandole tutti gli usi e i costumi della sua epoca. All'inizio sembra annoiata da tutto e tutti, ma dopo l'arrivo di Alana la vita prenderà una piega migliore. Quando non suona e non è a scuola, aiuta la madre nel negozio di famiglia.

- Petey Kelly  (12 episodi), interpretato da James Findlay.
Il fratellino di Jenny. Ha 9 anni. Adora in modo smisurato i generi horror e fantascienza, e si è addirittura inventato un personaggio chiamato "Capitan Zero, il poliziotto spaziale", dotato di un costume fatto ad hoc e costruendosi una vera e propria base nel ripostiglio della casa. Appena scopre che Alana è una viaggiatrice del tempo, diviene affascinato da tutto quello che Alana sa della sua epoca. E l'ammirazione aumenta quando Alana fa vedere PJ e il trasduttore. Affascinato da quest'ultimo, Petey lo prende per "testarlo" su dei bulletti che lo vessano costantemente a scuola, rischiando però di trasformare lo scherzo in una tragedia. Il suo nome completo è Peter Michael Francis Kelly.

- James Rooney  (12 episodi), interpretato da Andrew Clarke.
Il professore di scienze di Jenny. Quarant'anni circa, corporatura media slanciata, James è adorato da tutte le studentesse del liceo di Jenny. Inoltre, ha un paio di occhiali che ne aumentano il fascino. Inizia ad interessarsi alla famiglia Kelly quando Jenny porta a scuola Alana, rimanendo inizialmente colpito e allo stesso tempo affascinato dalle risposte che la ragazza dà alle sue domande (per esempio, dice che i sensi dell'uomo non sono cinque ma addirittura tredici, elencandoli uno per uno). Sente un sentimento profondo per Irene Kelly e appena scopre il segreto di Alana, fa tutto il possibile per aiutare la ragazza a tornare nella sua epoca.

- Irene Kelly  (12 episodi), interpretata da Helen O'Connor.
Madre di Jenny e Petey e proprietaria del negozio di alimentari "Kelly Deli", si è separata dal marito e si è trasferita a Sydney. Come molte altre madri, ha un carattere abbastanza protettivo nei confronti dei suoi figli ed è la prima a farsi avanti ogni volta che Silverthorn minaccia di ucciderli. Appena porta Alana a iscriversi al liceo di Jenny, conoscerà il professor James Rooney, di cui presto si innamorerà.

- Silverthorn  (11 episodi), interpretato da John Howard.
Guerriero fuorilegge dell'anno 2500, Silverthorn è tanto violento quanto astuto: può infatti essere gentile e generoso con le persone, ma questo è solo un modo per ottenere ciò che vuole. Rapisce Alana e la porta nel 1990, nella speranza di controllare il passato ed essere così il padrone del mondo. Diventerà molto ricco nel 1990, ma nella seconda serie i suoi piani non andranno come lui sperava.

- Eddie  (11 episodi), interpretato da Miles Buchanan.
Giovane sbandato che si ritrova a diventare il factotum di Silverthorn grazie alle ricchezze accumulate da quest'ultimo con i soldi fatti alle corse dei cavalli, Eddie è considerato un po' "la linea comica", la spalla di Silverthorn. Dopo che Silverthorn sarà tornato nella sua epoca, Eddie rimarrà con tutti i suoi soldi investendoli in un'attività di installazione di piscine.

- Signora Bloomington  (5 episodi), interpretata da Doreen Warburton.
Cliente affezionata del "Kelly Deli", è una signora sui sessant'anni dal carattere molto snob che gira in compagnia del suo fedele cagnolino. Ha sempre da ridire sui modi di fare di Jenny (chiamandola sempre "Jennifer") rimanendo spiazzata quando la ragazza trova sempre il modo di risponderle.

- Mark Johnson  (3 episodi), interpretato da Grant Dodwell.
Conduttore di un popolare talk show le cui tematiche sono l'occulto e il paranormale, Mark Johnson è inoltre un compagno di classe di vecchia data di James. Avendo scoperto che Alana è una viaggiatrice del tempo, le permette di apparire sul suo show e fare delle prodezze col suo trasduttore. Quando devono andare in diretta nazionale, tra l'altro di fronte a degli esperti, Alana dichiara che il trasduttore che sta usando non è il suo (complice anche l'intervento di Silverthorn) e facendo una pessima figura. Mark Johnson, che vedeva nella ragazza un mezzo per aumentare l'audience del suo show, si giustifica dicendo che "era per far vedere che non bisogna mai credere a tutto quello che si vede in televisione", minacciando la ragazza di stroncarla e di non farla apparire mai più in televisione.

- Tulista  (3 episodi), interpretata da Helen Jones.
La tutrice di Alana. Una guaritrice esperta che allena ogni giorno Alana col trasduttore, Tulista è anche una storica ed è la prima volontaria ad usare la macchina del tempo per tornare indietro nel 2500 e scoprire le cause della "Grande Catastrofe". Quando torna nell'anno 3000, si porterà dietro un souvenir non desiderato: Silverthorn.

- Ava  (2 episodi), interpretata da Pauline Chan.
Suprema Consigliera dell'Australia dell'anno 3000, è a lei che tutti fanno capo per le loro questioni. Inoltre, è a lei che Silverthorn si rivolge durante la sua prima apparizione.

- Bruno  (2 episodi), interpretato da Monroe Reimers.
Un ingegnere dell'anno 3000 nonché l'inventore della Macchina del Tempo. Durante la seconda serie, inventerà anche un altro dispositivo in grado di spalancare i cancelli del tempo e lo chiamerà "Porta del Tempo".

- Maria  (3 episodi), interpretata da Melissa Tkautz.

- Miss Durkin  (2 episodi), interpretata da Jeanie Drynan.

- Leslie  (2 episodi), interpretata da Kate McDonald.

## Episodi
| Episodio | Titolo                         |
| -------- | ------------------------------ |
| 01       | Future Shock                   |
| 02       | A Primitive And Dangerous Time |
| 03       | Sanctuary                      |
| 04       | Sweetness And Fright           |
| 05       | Don't Tell Mum                 |
| 06       | Computer Games                 |
| 07       | Stake-Out                      |
| 08       | Newsprobe                      |
| 09       | Truth And Lies                 |
| 10       | Betrayed                       |
| 11       | Captain Zero Strikes Again     |
| 12       | Last Stand At Kelly Deli       |